# بورينيو
بلدية بورينيو (بالإسبانية: Porriño) هي بلدية تقع في مقاطعة بونتيفيدرا التابعة لمنطقة غاليسيا شمال غرب إسبانيا.

## الديموغرافيا
يبلغ عدد سكان بلدية بورينيو 18.075 نسمة عام 2011 (وفقاً للمعهد الوطني للإحصاء الإسباني).
| 15.749 | 15.823 | 16.241 | 16.576 | 17.745 | 17.475 | 18.075 |

## أعلام
- خافيير رودريغيز
- لوتشيانو غونزاليس
- سيرجيو أراغونيسيس
- جونثان فيلا
- أنطونيو بالاثيوس